# George Petean

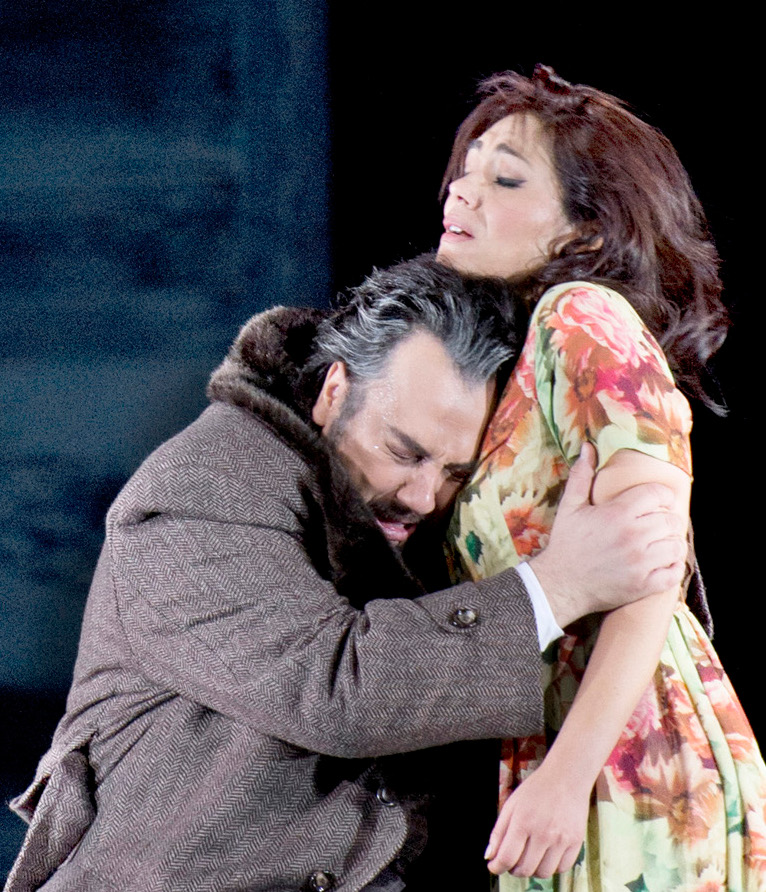
George Petean mit Ailyn Pérez in La traviata an der Hamburgischen Staatsoper (2013)

George Petean (* 1976 in Cluj-Napoca, Rumänien) ist ein rumänischer Opernsänger (Bariton).

## Leben
Petean besuchte die Musikschule sowie die Musikakademie Gheorghe Dima in Cluj-Napoca. Am dortigen Opernhaus gab er 1997 sein Bühnendebüt mit der Titelpartie in Don Giovanni. Von der Spielzeit 2002/2003 bis 2010 gehörte Petean dem Ensemble der Hamburgischen Staatsoper an.
Nach seinem internationalen Durchbruch am Teatro dell’Opera di Roma als Marcello in La Bohème gastiert Petean international an renommierten Opernhäusern, zum Beispiel an der Wiener Staatsoper, der Bayerischen Staatsoper, am Teatro alla Scala, am Teatro Real, an der Berliner Staatsoper und der Deutschen Oper Berlin, am Opernhaus Zürich oder an De Nationale Opera Amsterdam, in der Arena di Verona sowie bei zahlreichen Festivals. An der New Yorker Metropolitan Opera gab er 2010 sein Debüt als Marcello an der Seite von unter anderem Anna Netrebko. Diese Rolle sang er auch am Londoner Royal Opera House, wo er außerdem als Sivlio in Pagliacci, Figaro in Il barbiere di Siviglia und Giorgio Germont in La traviata auftrat. Germont sang er ebenfalls an der Metropolitan Opera.
Weitere Partien seines Repertoires sind unter anderem die Titelpartien in Simon Boccanegra, Rigoletto, Macbeth und Nabucco sowie Jago in Otello, Ford in Falstaff, Rodrigo in Don Carlos, Renato in Un ballo in maschera, Graf Luna in Il trovatore, Don Carlo in La forza del destino, Miller in Luisa Miller, Enrico in Lucia di Lammermoor, Carlo Gérard in Andrea Chénier und Scarpia in Tosca.
1999 wurde Petean mit dem „Großen Preis“ des internationalen Gesangswettbewerbes Hariclea Darclée in Braila (Rumänien) ausgezeichnet. 
Es liegen sowohl CD als auch Video- und Filmaufnahmen vor.